# 廖韫玉
廖韫玉（1910年—1997年），女，四川资中人，牙科医生，教授。

## 生平
1937年从华西协合大学毕业，获医学博士学位，抗日战争时期曾在雷允飞机制造厂职工医院任职，1947年赴美国密歇根大学深造。1950年回国，供职于四川医学院口腔医院，1960年调至武汉，创办湖北医学院口腔系。:240

## 资料来源
1. ↑  . www.whfz.gov.cn. 武汉市情网.[]
2. ↑  汤亦新. . 航空史研究. 1995, (01): 6.[]
3. ↑  武汉市地方志编纂委员会 编. . 武汉: 武汉出版社. 2006. ISBN 7-5430-3559-6.